# Торнадо в Брайтоне
Торнадо в Брайтоне произошло 2 февраля 1918 года и это сильнейшая зарегистрированная вспышка торнадо в Мельбурне на сегодняшний день.
Во второй половине дня, 2 февраля 1918 года преобладали северо-западные ветры и жаркая знойная погода (типичные условия для Мельбурнской грозы). Примерно в 17:45 сформировались два смерча, которые двинулись из Порт-Филлипа, разрушили район Брайтон-Бич, и направились дальше, соединясь недалеко от пересечения Галифакс и Черч-Стрит. Спустя пять минут, появился третий смерч. Затем вихри направились на восток через поля.
Повреждения были оценены по шкале Фудзиты, как F3. Число погибших неизвестно, найдено 3 трупа. Более 30 человек получили ранения.
Основная воронка нанесла серьёзные повреждения методистской церкви Хауторн-Роуд, которую затем перестроили. Многие дома были разрушены. Смерчи сильно повредили Брайтон-Бафс, сорвали крышу Роял-Отеля и уничтожили веранду Гримли-Хотел. Значительный ущерб был нанесен инфраструктуре на железной дороге Сандрингем. Несколько спортивных сооружений также были разрушены, включая крикетный клуб и эстраду. Также одна из воронок повредила памятник Адаму Линдси Гордону на брайтонском кладбище.